# 约斯塔·林德
约斯塔·林德（瑞典語：Gösta Lindh，1924年2月8日—1984年1月4日），瑞典男子足球运动员，司职后卫。他曾代表瑞典国家队参加1952年夏季奥林匹克运动会足球比赛，获得一枚铜牌。